# Manoscritto trovato in una bottiglia
Manoscritto trovato in una bottiglia (in lingua inglese MS. Found in a Bottle) è un racconto breve scritto da Edgar Allan Poe e pubblicato per la prima volta il 19 ottobre 1833 sul Baltimore Saturday Visiter, vincendo il premio di 50 dollari indetto dallo stesso periodico. La storia segue il narratore senza nome lungo un suo viaggio in mare, quando viene presto a trovarsi immerso in una serie di circostanze strane e terribili allo stesso tempo: mentre si sta avvicinando a morte sicura, con la nave che rapidamente si dirige verso sud, comincia a scrivere un manoscritto per raccontare quello che gli sta accadendo.

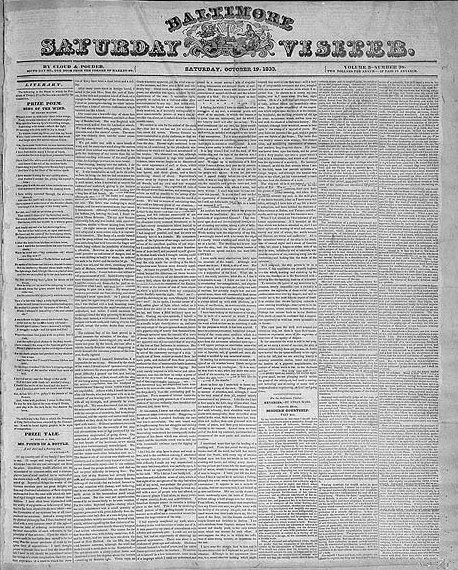
Pagina della pubblicazione originale.

## Trama
Dopo molti anni trascorsi in lunghi viaggi, il protagonista salpa da Giava come passeggero di una nave da carico  diretta verso le isole della Sonda. Dopo alcuni giorni di viaggio, una sera l'imbarcazione, trovatasi fino ad allora nel bel mezzo della bonaccia, si trova investita improvvisamente da una tempesta. Una grande onda investendo la nave spazza via tutti coloro che si trovavano sulla tolda buttandoli in mare; si salvano il narratore ed un vecchio svedese, mentre il capitano ed alcuni secondi muoiono affogati nel sonno nelle loro cabine. La nave riporta dei gravi danni, anche il timone viene fracassato per cui la nave non è più governabile dai sopravvissuti.
Passano alcuni giorni e mentre la nave è spinta verso il Polo Sud il sole gradualmente perde i suoi raggi finendo per spegnersi, mentre il mare in tempesta stranamente non produce più schiuma né la fosforescenza tipica delle acque tropicali. La nave vaga nelle tenebre, minacciata da onde gigantesche. 
Alla fine, sopra una di queste immense onde, sorge un gigantesco galeone nero il quale, precipitando, catapulta il protagonista sopra la misteriosa nave. Subito si nasconde ma l'equipaggio formato da uomini decrepiti sembra non accorgersi della sua presenza. Abituatosi alla vita nella nave-prigione fantasma, sempre più sospinta verso l'estremo sud dalle correnti, inizia a compilare un memoriale manoscritto che si chiude poco prima che la nave venga inghiottita da un vortice. Il manoscritto sarà ritrovato all'interno di una bottiglia.

## Edizioni
- Edgar Allan Poe, Il pozzo e il pendolo e altri racconti, traduzione di Elio Vittorini e Delfino Cinelli, Milano, Arnoldo Mondadori Editore, 2001. ISBN 88-04-49530-8